# Lorena Muñoz
Lorena Laura Muñoz (Buenos Aires; 1972) conocida como Lorena Muñoz es una directora, guionista y productora de cine argentina. Entre 1996 y 1999 estudió dirección en el Centro de Investigación en Video y Cine y en el 2000 realizó un posgrado de guion cinematográfico en la Escuela Internacional de Cine y Televisión de San Antonio de los Baños, en La Habana, Cuba. Ha dirigido los cortometrajes El rapto de Lena (1997), Pintor Gómez (1998) y El cazador es un corazón solitario (1999), el mediometraje Luz de giro (2000) y, en codirección con Sergio Wolf, la película documental Yo no sé qué me han hecho tus ojos (2003), sobre la cantante de tango Ada Falcón, que fue galardonado con diversos premios.

## Filme sobre Ada Falcón
José María Otero en el sitio web tangos al bardo escribió sobre el filme Yo no sé qué me han hecho tus ojos:

”Lorena Muñoz y Sergio Wolf realizan el necesario y obligado reconocimiento y seguimiento de sus pasos en este mundo. Buscando su rastro en aquel rincón apartado del mundano ruido, tratando de pegar los diseminados fragmentos de la imagen de este desdichado personaje, intentando bucear en sus encantos y sus miserias. Y lo consiguen con este filme que lleva el nombre del valsecito de Francisco Canaro, que escribe para ella como testimonio de su profundo amor…. este filme que nos traerá tantos recuerdos. Y nos removerá por la fatuidad del tiempo y la gran historia que Ada, la que fuera gran diva del tango en toda su peripecia existencial.

Raúl Manrupe opinó sobre el filme:

”…ella vuelve a estar en los diarios y en el comentario de esas personas que tal vez hasta aquí poco sabían de ella. Un dulce cierre de una carrera. Y un prometedor comienzo de las de Muñoz y Wolf.”

## Película sobre Gilda
El filme Gilda, no me arrepiento de este amor dirigido por Lorena Muñoz tuvo un notable recibimiento de la crítica especializada. Así lo mostró el portal web Todas Las Críticas, donde obtuvo un promedio de 81/100  basado en 62 críticas. Diego Battle de Otros Cines y La Nación, le otorgó 3 estrellas y media sobre 5 destacando que la película supone "un paso gigantesco para al cine argentino" en lo que refiere a la incursión del biopic musical. Sin embargo aclara una de las limitaciones y carencias que presenta la película al decir que "quien espere encontrar una biografía oscura (...) se frustrará un poco". Sin embargo concluye que la cinta "tiene todos los atractivos que sus incondicionales seguidores exigen y merecen". A su vez Martín Morales de MM Críticas aseguró que la biopic sobre Gilda era una de las "mejores propuestas argentinas del 2016". En cuanto a la dirección, dijo que Muñoz logra "una calidad audiovisual hermosa" y que supone el "descubrimiento de una directora que indiscutiblemente hay que seguirla en el futuro". El diario chileno La Tercera evaluó la película con una nota 6 de 7, destacando que “la película no se jacta de tener una respuesta muy acabada (...) más bien ensaya, tantea, insinúa, y en ese empeño le va dando vida a un personaje particular”.

## Filmografía
Dirección
- El rapto de Lena (cortometraje 1997)
- Pintor Gómez (cortometraje 1998)
- Luz de giro (mediometraje	2000)
- El cazador es un corazón solitario (cortometraje 2000)
- Yo no sé qué me han hecho tus ojos (2003)
- Los próximos pasados (2006)
- Sucesos intervenidos (2014)
- Gilda, no me arrepiento de este amor (2016)
- El Potro, lo mejor del amor 	(2018)
- Suerte de pinos	(2022)
- María Soledad: El fin del silencio (2024)

Guionista
- El cazador es un corazón solitario (cortometraje 2000)
- Yo no sé qué me han hecho tus ojos (2003)
- Los próximos pasados (2006)
- Veo veo (cortometraje 2008)
- Sucesos intervenidos (2014)
- Gilda, no me arrepiento de este amor (2016)
- El Potro, lo mejor del amor 	(2018)

Producción
- Dulce espera (2010)
- Infancia clandestina (2011)
- Güelcom (2011)
- El otro Maradona (2012)
- La cárcel del fin del mundo (2013)
- Llamas de nitrato (2014)
- El jugador 	(2016)
- Gilda, no me arrepiento de este amor  (2016)
- Con el viento (2018)
- No viajaré escondida (2018)
- Hago falta (2018)
- Ausencia de mí (2019)

Producción ejecutiva
- Los jóvenes muertos (2009)
- Criada (2009)

Gerente de producción
- Veo veo (cortometraje 2008)

Actriz
- Luciferina (2018)

Montaje
- El cazador es un corazón solitario (cortometraje 2000)
- Sucesos intervenidos (2014)

Investigación
- Nietos (Identidad y memoria) (2004)
- Los próximos pasados (2006)

Intervención como ella misma
- El cine a través de la música (2019)

## Televisión
Producción
- La Argentina según Perón (Serie 2011)
- EX ESMA: Retratos de una recuperación (Serie 2015)

Intervención como ella misma
- Morfi, todos a la mesa (Serie 2016)
- Spin-Off (Serie 2018)
- Hoy nos toca (Serie 2018)

## Nominaciones y premios

### Gilda, no me arrepiento de este amor
Academia de Artes y Ciencias Cinematográficas de la Argentina Premios Sur 2016
- Nominada al Premio Sur al Mejor Director
- Ganadora del Premio Sur al Mejor maquillaje y caracterización

Asociación de Cronistas Cinematográficos de la Argentina
- Ganadora del Premio Cóndor de Plata al Mejor Director 2017
- Nominada al Premio a la Mejor Película 2017
- Nominada al Premio Cóndor de Plata al Mejor Guion Original 2017 compartido con Tamara Viñes

### Los próximos pasados
Asociación de Cronistas Cinematográficos de la Argentina Premios 2006
- Ganadora del Premio Cóndor de Plata al Mejor Documental
- Ganadora del Premio Cóndor de Plata al Mejor Guion Largometraje Documental
- Nominada al Premio Cóndor de Plata al Mejor Director

Buenos Aires Festival Internacional de Cine Independiente 2006
- Ganadora del Premio FIPRESCI
- Ganadora de una mención especial del jurado del Premio FEISAL

Festival de Cine Latinoamericano de Toulouse2007
- Ganadora de una mención especial en el rubro películas documentales

### Yo no sé qué me han hecho tus ojos
Asociación de Cronistas Cinematográficos de la Argentina Premios 2003
- Ganadora del Premio Cóndor de Plata al Mejor Documental[8]
- Nominada al Premio Cóndor de Plata al Mejor Videofilm Argentino[8]
- Ganadora del Premio FIPRESCI en la muestra paralela “por la lúcida y apasionada recuperación de una legendaria  figura de la cultura popular argentina, que se convierte en un acto de resistencia frente a la pérdida de la memoria colectiva.” [8]

Premios Clarín al Entretenimiento 2004
- Ganadora del Premio a la Mejor Película  Documental[8]

Festival Internacional del Nuevo Cine Latinoamericano de La Habana 2003
- Ganadora del  Tercer Premio Gran Coral en el rubro Documentales[8]
- Ganadora de una mención especial en la sección Documentales de la Memoria[8]